# Mado Robin

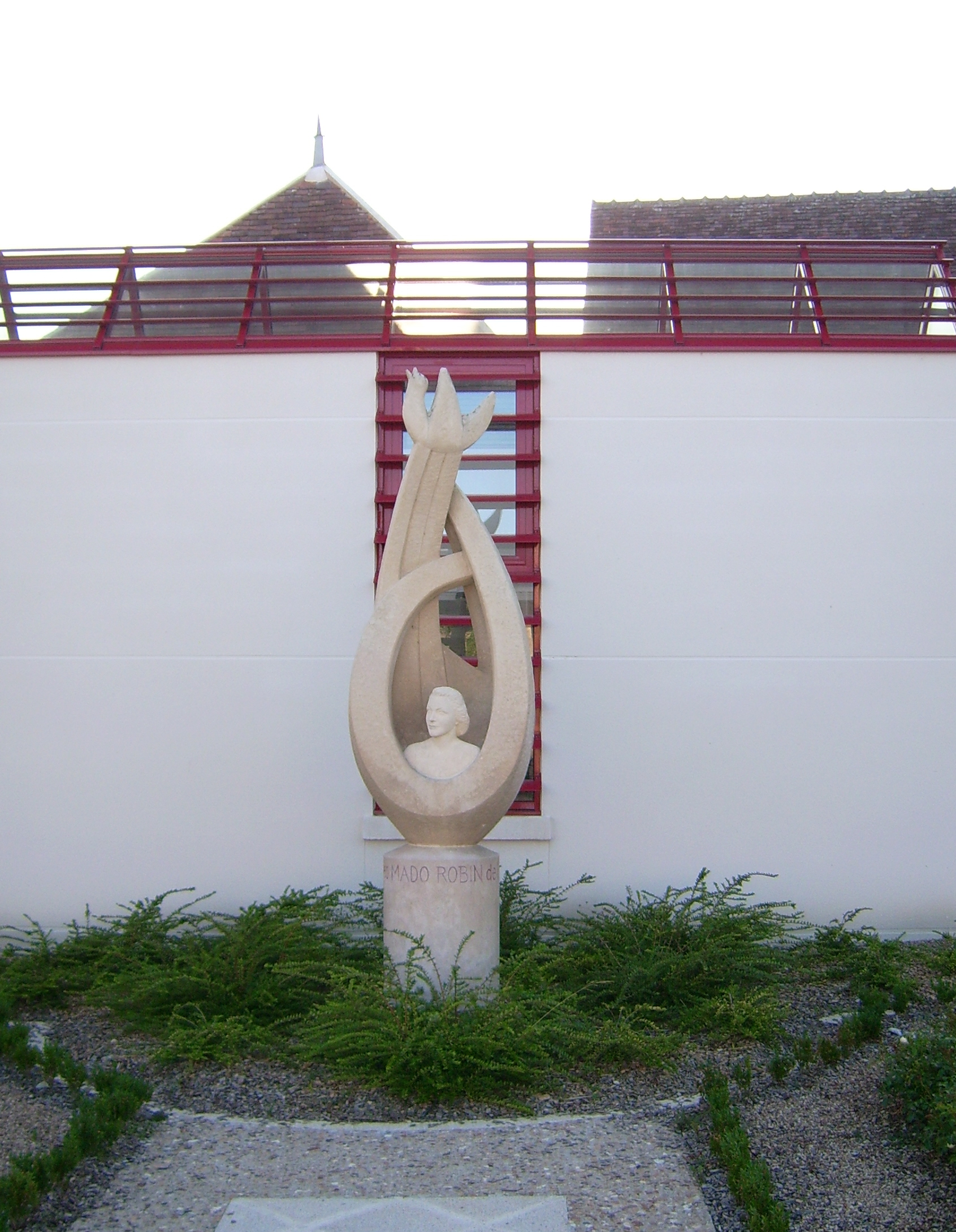
Busto de Mado Robin

Madeleine Marie Robin (Yzeures-sur-Creuse, Turena, Francia; 29 de diciembre de 1918 - París, Francia; 10 de diciembre de 1960), conocida como Mado Robin, fue una soprano sfogato francesa. Fue una figura que brilló a principios del siglo XX con gran fama en su época aunque su carrera fue muy corta. Tuvo una voz excepcional que le permitía incluso alcanzar sin problemas el do6 sobreagudo. Llegó a la altura de re/6 2320 vibraciones al segundo y alcanzando el re7.
Fue la soprano con la tesitura más aguda de todos los tiempos (sólo superada por Yma Sumac).[cita requerida] Formó parte de las sopranos canarios junto a Mady Mesplé, Erna Sack e Yma Sumac.
Era admirada por la gran frecuencia y facilidad con las que alcanzaba las notas más agudas, varias fuentes llegaron a dar sus notas más agudas y ella alcanzándolas todas.
Fue una de las voces que brillaron en la primera mitad del siglo XX. 
Ella creció junto a dos hermanas en una familia acomodada, su familia poseía el castillo de Vallées en Tournon saint-pierre. 
Pronto se hicieron notar sus extraordinarias facultades vocales. Su primera maestra fue Mme Fourestir, quien la presentó con el gran barítono Titta Ruffo el cual, impresionado por su voz y su facilidad en las notas más agudas, la presenta con su amigo Mario Podestá quien la formó vocalmente en las normas del "Bel Canto". Solo dos años de estudió bastaron para conseguir el primer premio del concurso para sopranos de la ópera de París. 
A los 17 se casó con el inglés Alan Smith, quien murió poco después de la Segunda Guerra Mundial en un accidente automovilístico. Tuvieron una hija. 
Su carrera fue retrasada por varias circunstancias: durante la Segunda Guerra Mundial, Francia pasó duros momentos, circunstancia por la cual no pudo cantar en esos tiempos. Sus triunfos bajaron después de que ella perdiera a su esposo, pero logró recuperarse. Finalizada la guerra comenzó a dar conciertos caritativos y a la vez daba a conocer más su nombre.
Era una cantante lírica francesa especializada en coloratura que poseía una voz excepcional con un gran rango de escala vocal (consiguió realizar un D7 sobre un C-alto en una representación en Vichy) que le dio un amplio repertorio. Entre sus actuaciones cabe destacar la de Lakmé, que grabó para Decca Records en 1952, Lucia di Lammermoor, Olympia en Les contes d'Hoffmann, Gilda en Rigoletto, Rosina en Il barbiere di Siviglia y Leyla en Les pêcheurs de perles.
Fue estrella de la televisión y radio en los años 50, siendo muy conocida en Francia. En 1954 debutó en San Francisco, Estados Unidos, interpretando Rigoletto y Lucia di Lammermoor. En 1959 realiza una gira por la Unión Soviética dando 16 conciertos.
Murió en París en 1960 de cáncer de hígado. Días antes de su muerte cae enferma y debe ausentarse a una representación de Lakmé en la Ópera Comique, evento organizado en su honor para celebrar su 42 cumpleaños.
Sus colegas y parientes la recuerdan como la más dulce y la menos diva. 
En 1994, la sociedad del «bel canto» editó una cinta vídeo de sus representaciones, titulada «Mado Robin Live!»: Se incluyeron extractos de Lakmé, Mireille, Rigoletto, Hamlet, Il barbiere di Siviglia y Lucia di Lamermoor.